# نيكول ريتشاردسون
نيكول ريتشاردسون (بالإنجليزية: Nicole Richardson)‏ هي لاعبة كرة لينة أسترالية، ولدت في 26 يونيو 1970 في ملبورن في أستراليا.

## وصلات خارجية
- نيكول ريتشاردسون على موقع أوليمبيديا (الإنجليزية)
- نيكول ريتشاردسون على موقع اللجنة الأولمبية الأسترالية (الإنجليزية)